# 罗马路
罗马路（Rue de Rome）是巴黎第八区和十一区的一条街道，始于春天百货附近的奥斯曼大道70号，经过圣拉扎尔路与圣拉扎尔火车站，止于佩雷拉大道（boulevard Pereire）1号。圣拉扎尔路与巴提诺格里斯大道（boulevard des Batignolles）之间修筑于1850年，圣拉扎尔路与奥斯曼大道之间修筑于1868年。 

## 建筑
- 23号：拉辛中学。